# Бічвуд (цвинтар)
Цвинтар Бічвуд (англ. Beechwood Cemetery) — національний некрополь Канади, розташований у місті Оттава. Тут поховано багато відомих канадців.
Площа цвинтаря становить 64,7 га, він є найбільшим некрополем у Національному столичному окрузі.

## Історія
Цвинтар Бічвуд заснований у 1873 році. Спочатку цвинтар був протестантським. Він знаходився в лісистій приміській місцевості, на схід від Рокліфф-парку. У 1870-і роки військовослужбовці 2-ї польової Оттавської батареї спорудили тут скульптурний каїрн з пісковика на честь свого колишнього командира підполковника Джона Тернера, а також статую з пісковика на честь іншого колишнього командира, капітана Джеймса Форсайта.
У 1885 році на цвинтарі були поховані солдати, які брали участь в придушенні Північно-західного повстання метисів у 1885 році. З 1944 року на цвинтарі військові поховання стали регулярними. Для військових поховань на цвинтарі виділено дві ділянки, які перебувають в управлінні Департаменту національної оборони, та ділянку для ветеранів, що знаходиться в управлінні Комісії військових могил Конфедерації. У 2001 році споруджений військовий монумент.
Бічвудський цвинтар у 2000 році став Національним військовим цвинтарем канадських збройних сил. 23 квітня 2009 році цвинтар став Національним цвинтарем Канади.

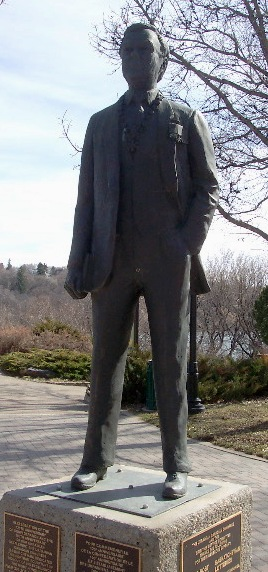
Пам'ятник на могилі Романа Гнатишина

## Відомі особистості, які поховані на цвинтарі
- Роман Гнатишин (нар. 16 березня 1934 — пом.18 грудня 2002) — канадський політик українського походження. Син Івана Гнатишина — сенатора від Прогресивно-консервативної партії Канади. У 1990–1995 рр. — 24-й генерал-губернатор Канади.
- Роберт Лейрд Борден (нар. 16 червня 1854 — пом. 10 червня 1937) —восьмий прем'єр-міністр Канади, адвокат, бізнесмен, викладач і ректор університетів Квінз та Макгілла.
- Томмі Дуглас (нар. 20 жовтня, 1904 — пом. 24 лютого, 1986) — канадський політичний діяч, що першим запровадив систему національного медичного страхування.
- Чарльз Фоулкс (нар. 3 січня 1903 — пом. 12 вересня 1969) — британський та канадський воєначальник, офіцер Королівського канадського полку.
- Гаррі Крірар (нар. 28 квітня 1888 — пом. 1 квітня 1965) — канадський воєначальник, генерал Канадської армії, учасник Першої та Другої світових воєн.
- Чарлз Стюарт (нар. 26 жовтня 1868 — пом. 6 грудня, 1946) — канадський фермер, політичний діяч, 3-й прем'єр канадської провінції Альберта в роках 1917 до 1921 і федеральний міністр в адміністрації Маккензі Кінга в 1921—1930 роках, член Палати громад Канади в 1922—1935.
- Сендфорд Флемінг (нар. 7 січня 1827 — пом. 22 липня 1915) — інженер та винахідник, який створив залізничну мережу Канади.

## Світлини

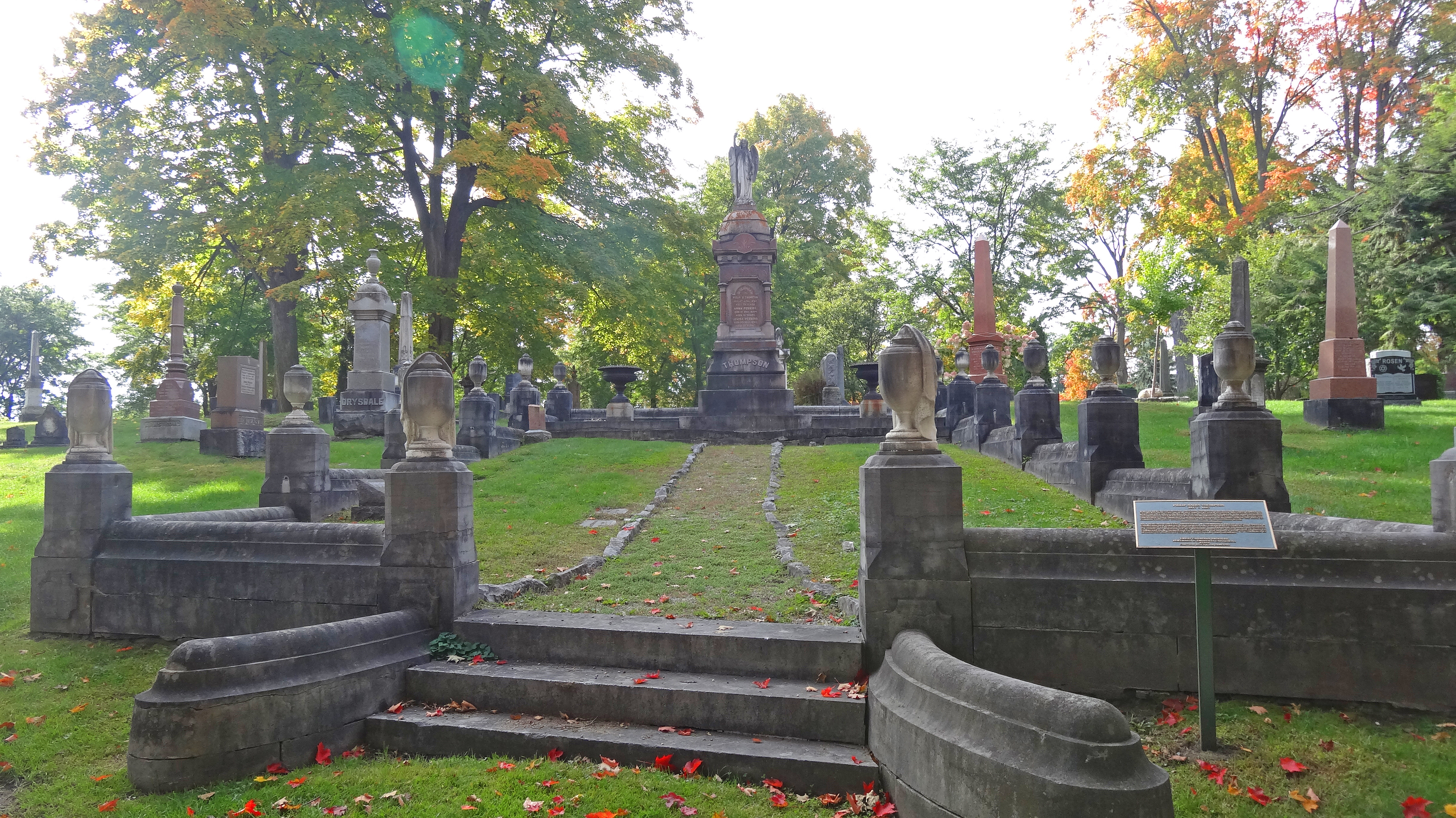
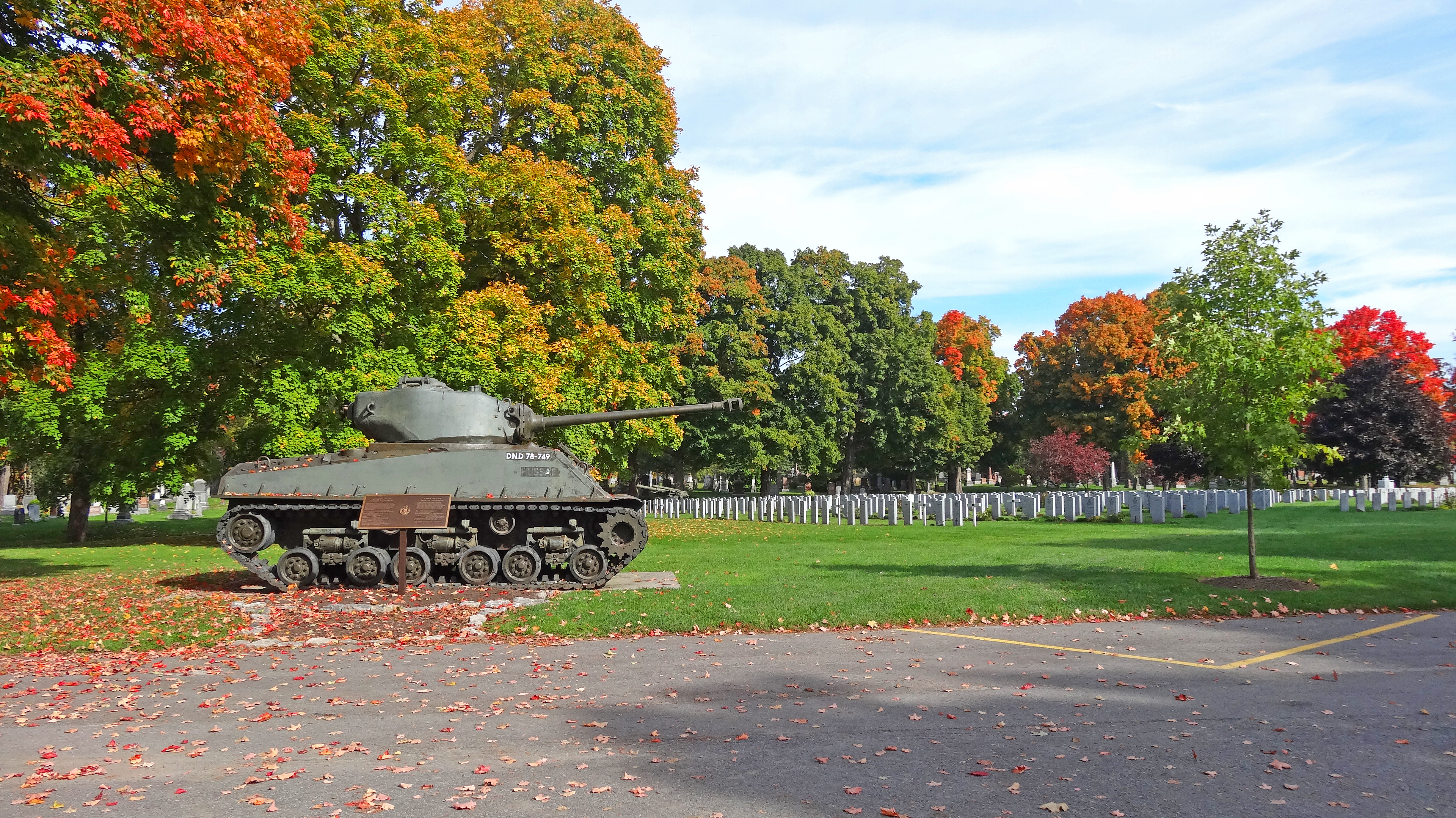
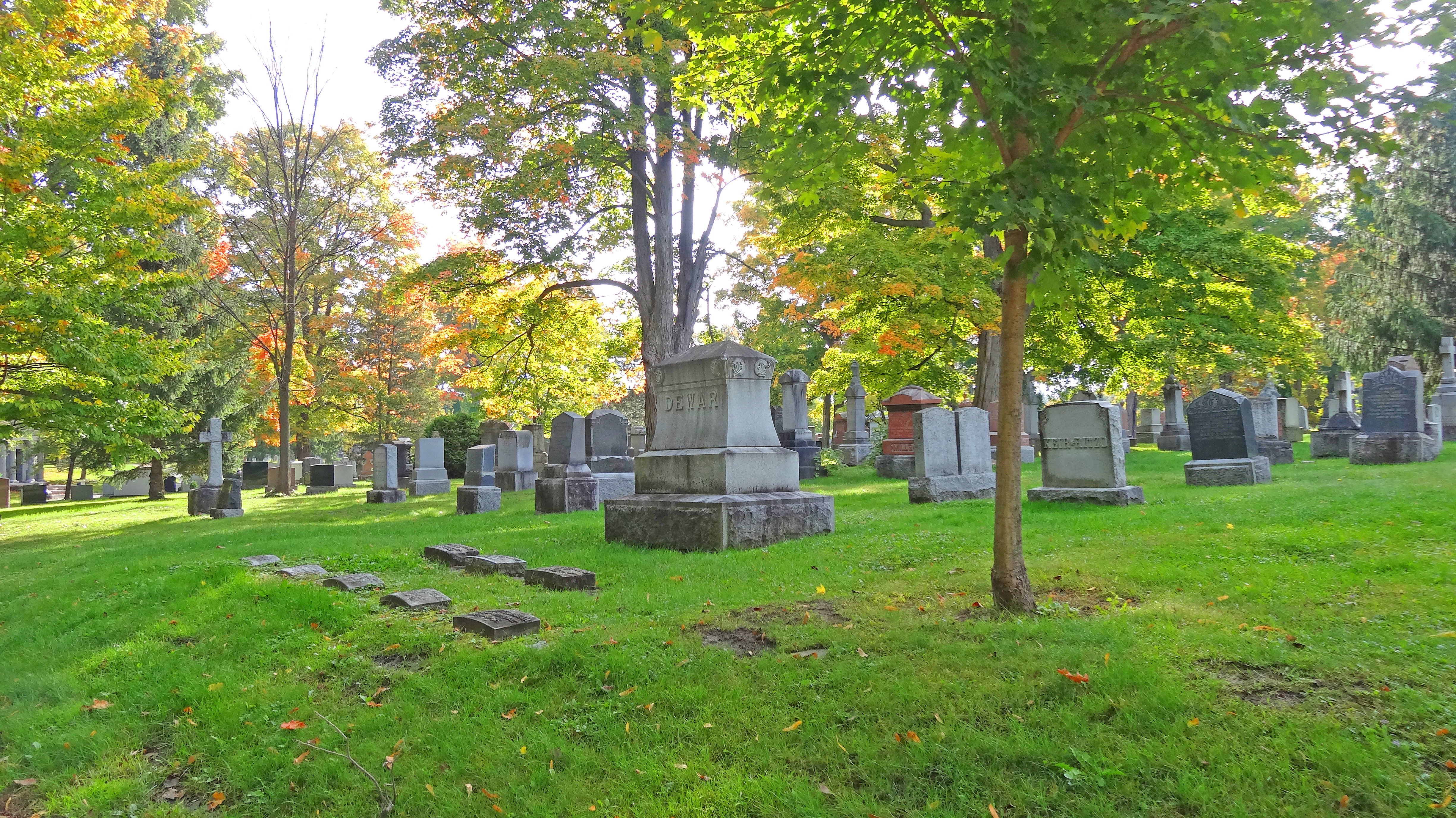
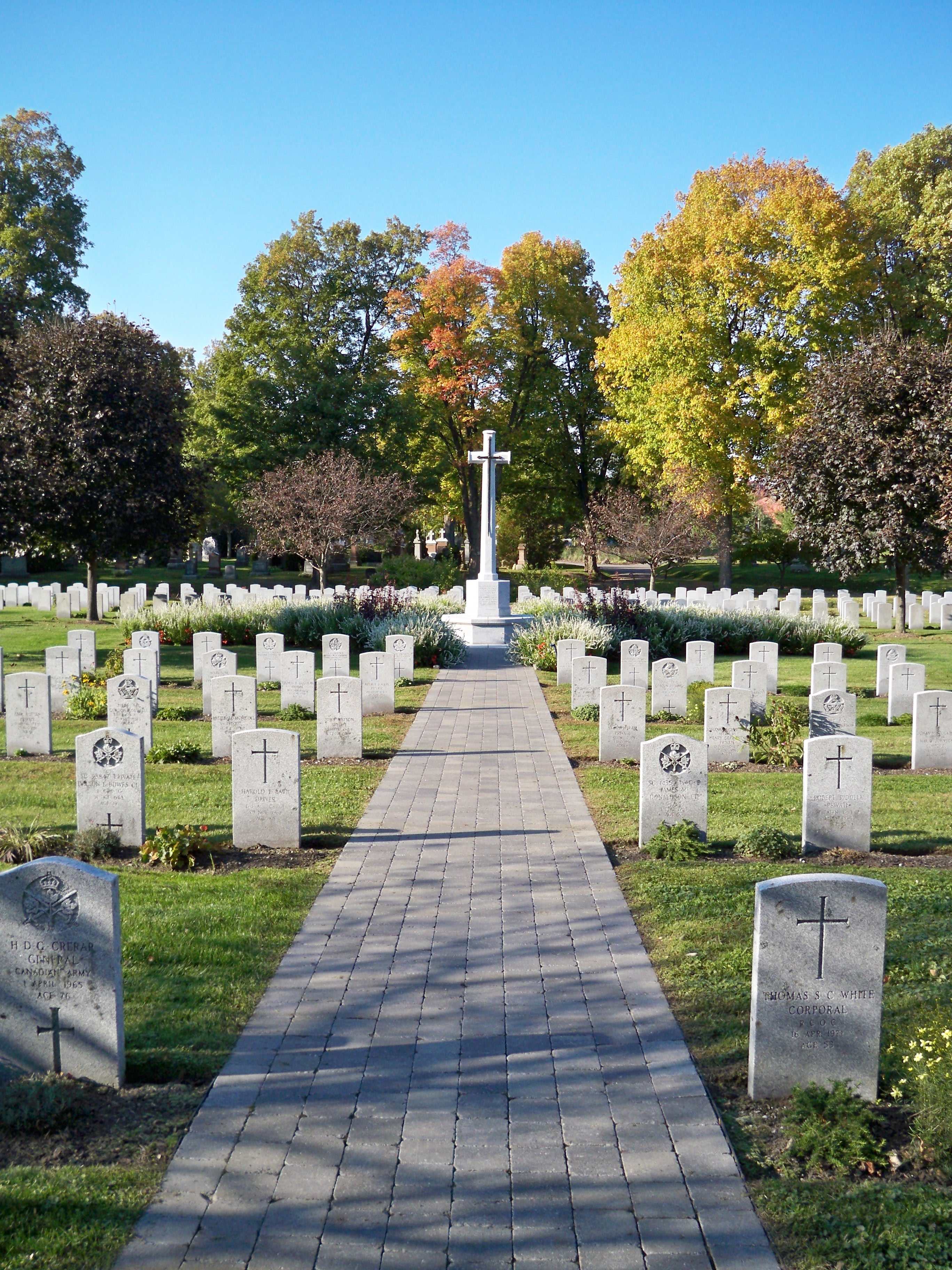
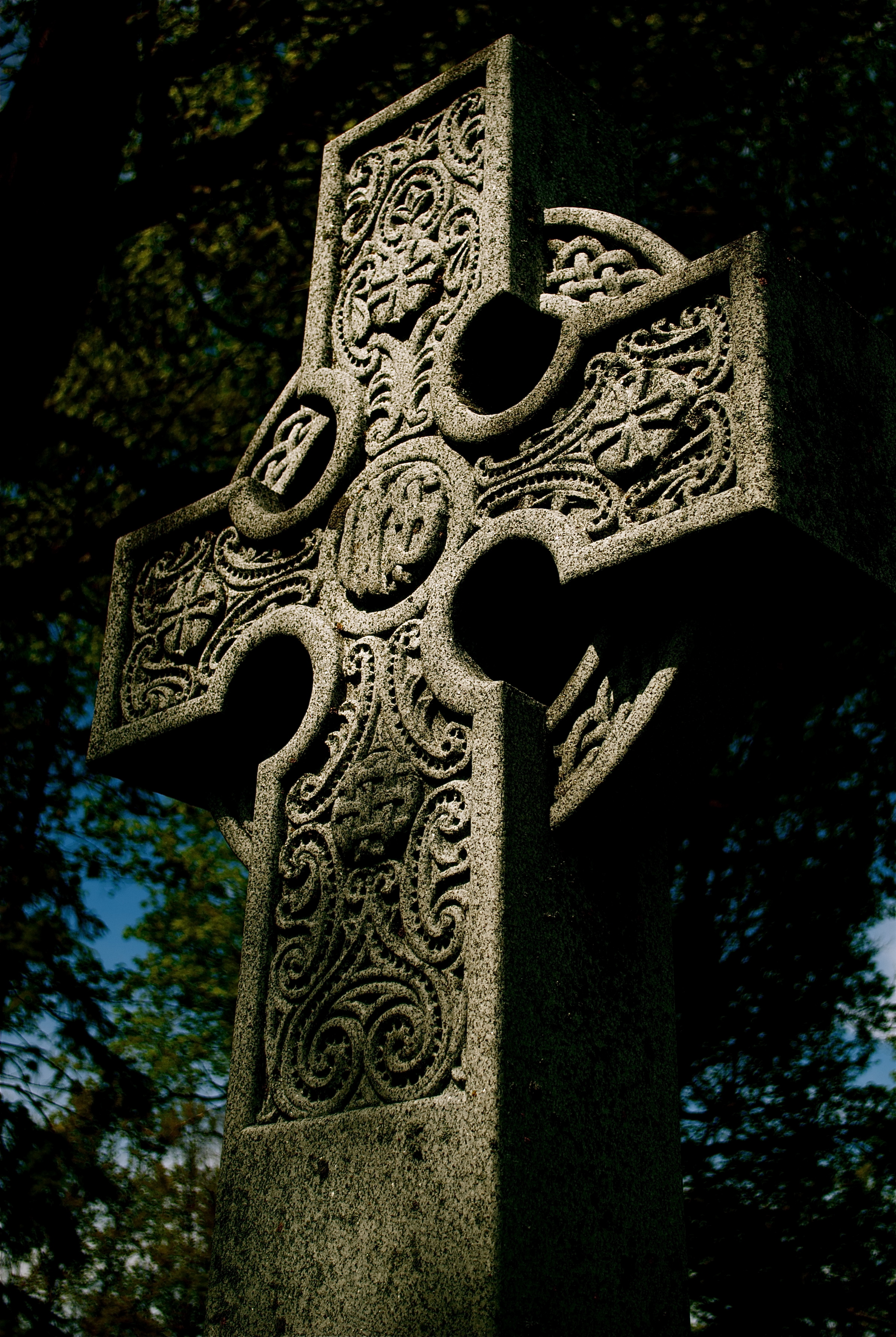
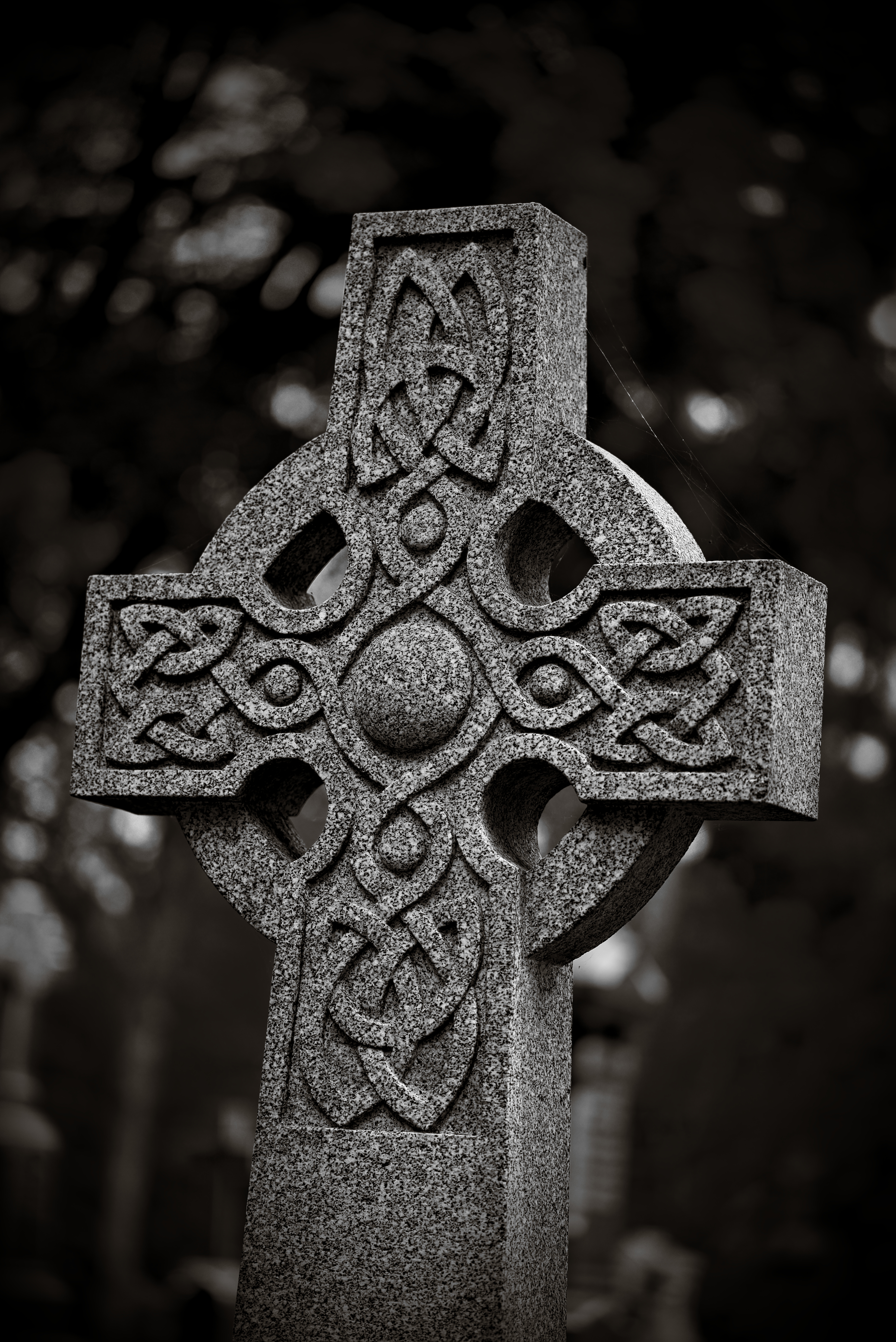